# Valle Isarco
La Valle Isarco (Eisacktal in tedesco, Val dl Isarch in ladino) è una delle due valli principali dell'Alto Adige, che si estende dalla sorgente del fiume Isarco al Brennero fino alla foce nell'Adige a Bolzano. 

## Geografia fisica

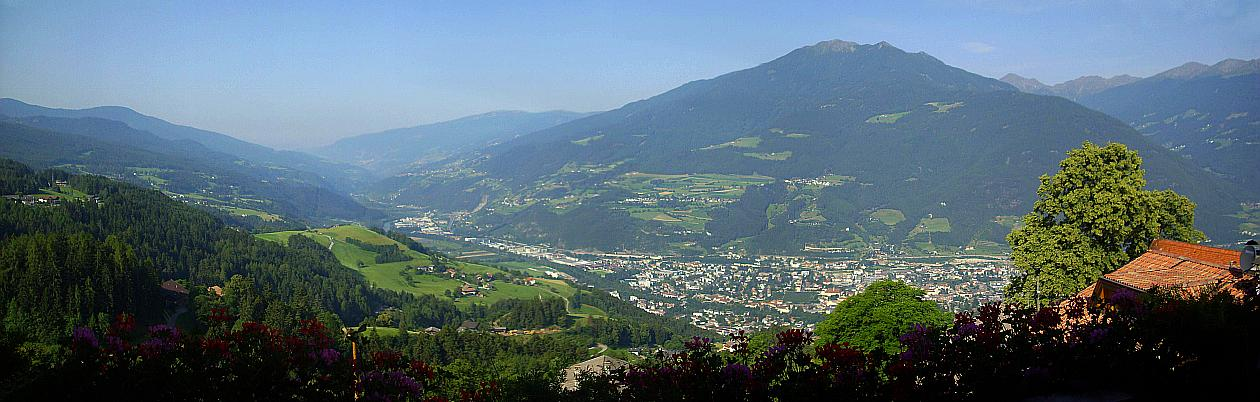
Panoramica della valle Isarco

La Valle Isarco, lunga complessivamente circa 80 km, è percorsa dall'omonimo fiume e comprende alcune città come Bressanone (centro maggiore della valle), Chiusa, Ponte Gardena e Vipiteno. Dal punto di vista orografico la valle separa le Alpi Retiche orientali (Alpi dello Stubai e Alpi Sarentine) dalle Alpi dei Tauri occidentali (Alpi della Zillertal) e dalle Dolomiti.
Per ragioni storico-culturali, la valle Isarco vera e propria è il settore a sud di Fortezza, mentre la valle superiore dell'Isarco si chiama Wipptal. La valle geografica è suddivisa fra tre comunità comprensoriali: Valle Isarco, Wipptal e Salto-Sciliar.